# مارمولک تمساح چینی
مارمولک تمساح چینی (نام علمی: Shinisaurus crocodilurus) یک مارمولک نیمه‌آبزی از مارمولک‌ریختان است که تنها در جنگل‌های خنک در جنوب شرق چین و شمال شرق ویتنام یافت می‌شود. مارمولک تمساح چینی بیشتر وقت خود را در آب‌های کم عمق یا در شاخه‌های آویزان و پوشش گیاهی می‌گذراند، جایی که طعمه حشرات، حلزون‌ها، قورباغه‌ها و کرم‌ها را شکار می‌کند. افراد در اسارت ممکن است با موش‌های کوچک تغذیه شوند. یک مارمولک کمیاب و کم مطالعه شده، در ضمیمه یک CITES فهرست شده‌است که تجارت بین‌المللی نمونه‌ها را تنظیم می‌کند. این تنها گونه از سردهٔ تک‌نماد Shinisaurus است. این تنها عضو زنده در سردهٔ چینی‌مارمولک است، گروهی از مارمولک‌ها که سابقه فسیلی آن‌ها به کرتاسه پیشین یعنی بیش از ۱۲۰ میلیون سال پیش بازمی‌گردد.

### زیرگونه‌ها
دو زیرگونه شناخته شده‌است:
- Shinisaurus crocodilurus crocodilurus اَهل، ۱۹۳۰ (جنوب شرق چین)
- Shinisaurus crocodilurus vietnamensis شینگن و همکاران، ۲۰۱۶ — مارمولک تمساح ویتنامی (شمال شرق ویتنام)[۶][۷][۸]